# Canis latrans

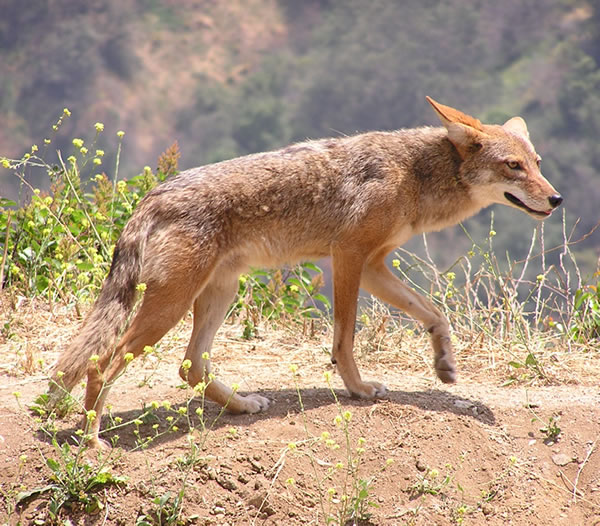
Coyote en las montañas de California.

El coyote (Canis latrans) es una especie de mamífero carnívoro de la familia de los cánidos. Los coyotes solo se encuentran en América del Norte, América Central y recientemente América del Sur; desde Canadá hasta Colombia. Habita en una gran diversidad de ecosistemas, tropicales, templados y áridos. Aunque a veces se reúnen en manadas, son por lo general solitarios. Viven en promedio 6 años. No se encuentran en riesgo. A pesar de haber sido intensamente cazados, los coyotes son unos de los pocos animales que han ampliado su hábitat desde la conquista de América por los europeos. Han ocupado áreas en Norteamérica previamente habitadas por los lobos, y se han adaptado al consumo de basura y animales domésticos. El vocablo «coyote» proviene  del náhuatl cóyotl (AFI: /ˈkojo:tɬ/) y significa «perro aullador»;

## Descripción

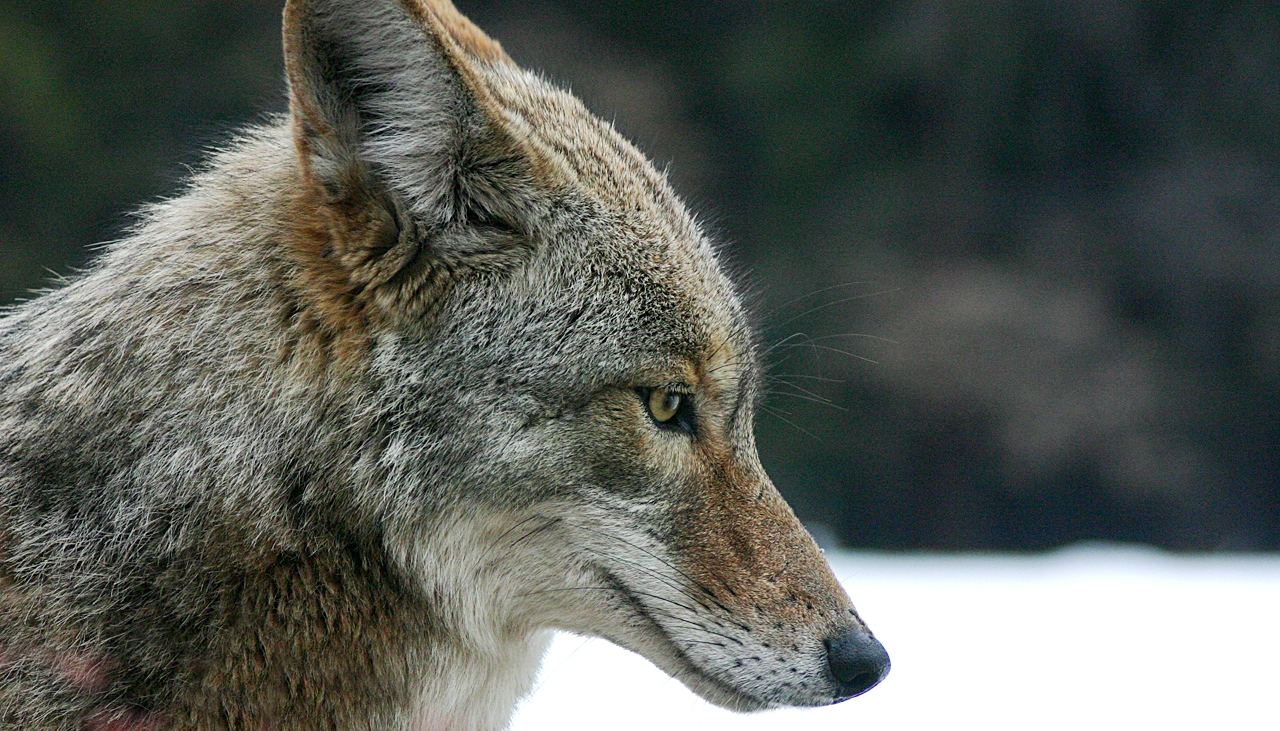
Un primer plano de la cabeza de un coyote de montaña (C. l. lestes)

Los machos de coyote pesan de media 8 a 20 kg (17,6 a 44,1 lb), mientras que las hembras pesan de media 7 a 18 kg (15,4 a 39,7 lb), aunque el tamaño varía geográficamente. Las subespecies del norte, con una media de 18 kg (39,7 lb), tienden a crecer más que las del sur de México, con una media de 11,5 kg (25,4 lb). La longitud total oscila en promedio entre 1 y 1,35 m (1,1 y 1,5 yd); con una longitud de la cola de 40 cm (15,7 plg), siendo las hembras más cortas tanto en longitud corporal como en altura. El coyote más grande registrado fue un macho muerto cerca de Afton, Wyoming, el  19 de noviembre de 1937, que midió 1,5 m (1,6 yd) de la nariz a la cola, y pesaba 34 kg (75,0 lb). Las glándulas odoríferas están situadas en la parte superior de la base de la cola y son de color negro azulado.
El color y la textura del pelaje del coyote varían algo geográficamente. El color predominante del pelo es gris claro y rojo o fulvoso, intercalado alrededor del cuerpo con blanco y negro. Los coyotes que viven en altitudes elevadas tienden a tener más tonos negros y grises que sus homólogos que viven en el desierto, que son más fulvus o gris blanquecino. El pelaje del coyote consiste en un subpelo corto y suave y pelos de guarda largos y gruesos. El pelaje de las subespecies septentrionales es más largo y denso que en las formas meridionales, y el pelaje de algunas formas mexicanas y centroamericanas es casi hispido (erizado). Por lo general, los coyotes adultos (incluidos los híbridos «coyotelobo») tienen un pelaje de color sable, un pelaje oscuro neonatal, una cola tupida con una glándula supracaudal activa y una máscara facial blanca. El albinismo es extremadamente raro en los coyotes. De un total de 750.000 coyotes matados por cazadores federales y cooperativos entre marzo de 1938 y junio de 1945, sólo dos eran albinos.
El coyote es típicamente más pequeño que el lobo gris, pero tiene orejas más largas y un cerebro relativamente más grande, así como una estructura, cara y hocico más delgados. Las glándulas odoríferas son más pequeñas que las del lobo gris, pero son del mismo color. La variación del color de su pelaje es mucho menos variada que la del lobo. El coyote también lleva la cola hacia abajo cuando corre o camina, en lugar de horizontalmente como hace el lobo.
Las huellas de coyote se distinguen de las de perro por su forma más alargada y menos redondeada. A diferencia de los perros, los caninos superiores de los coyotes se extienden más allá del foramen mental.

## Comportamiento

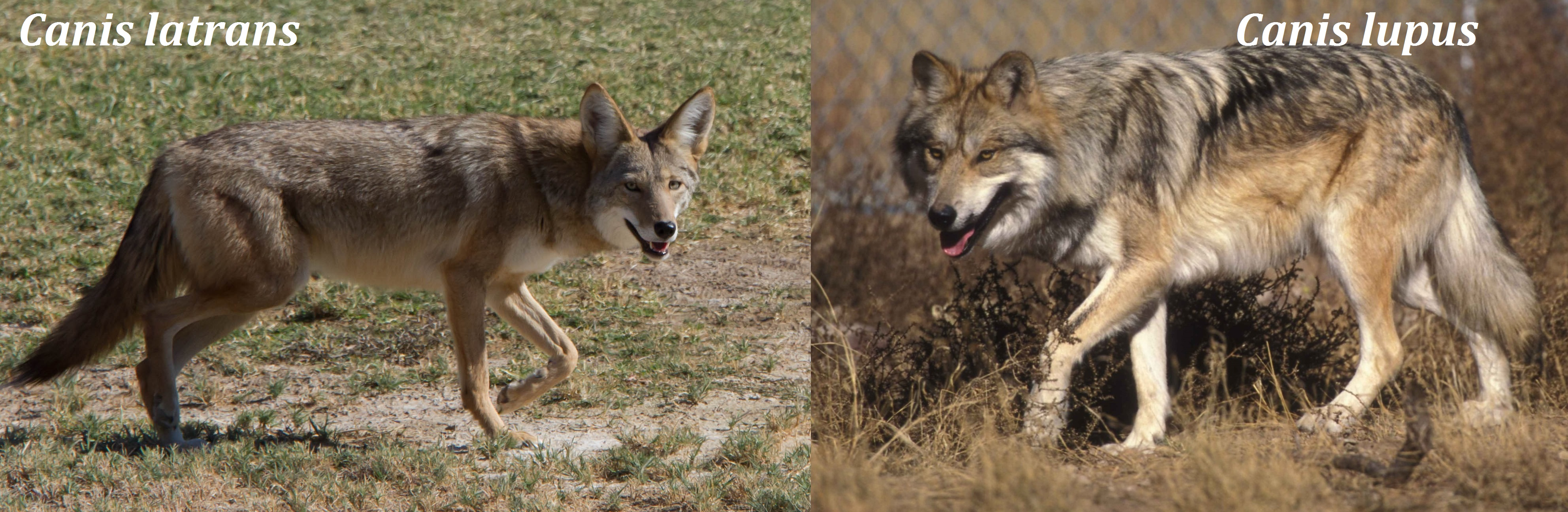
Coyote (izquierda) y lobo (derecha).

Los coyotes son muy adaptables en diversos lugares. Su comportamiento puede variar mucho según su hábitat, pero en general viven y cazan solos o en parejas monógamas, buscando mamíferos pequeños, especialmente ciervos de cola blancas,  muflones, berrendos, wapitíes, ciervos, ardillas, ardillas rayadas, perritos de las praderas, marmotas,   topos, musarañas, campañoles, liebres, conejos,  ratas, mapaches, mofetas, zarigüeyas, pavos, gansos canadienses,  patos, correcaminos,  perdices,  tórtolas, gorriones, palomas, serpientes de cascabel y salmones; así como insectos como escarabajos, hormigas y saltamontes. Es omnívoro, y adapta su dieta a las fuentes disponibles, incluyendo frutas, hierbas y otros vegetales. En raras ocasiones se han visto coyotes comiéndose a terneros de alce y de bisonte.
Los coyotes se emparejan de por vida. El apareamiento tiene lugar alrededor del mes de febrero, y nacen camadas de 4 a 6 cachorros sobre fines de abril o comienzos de mayo. Ambos padres —y en ocasiones los ejemplares juveniles, nacidos el año anterior, que aún no abandonaron la guarida paterna— ayudan a alimentar a los cachorros. A las tres semanas de edad estos salen de la guarida bajo la vigilancia de sus padres; cuando alcanzan ocho a doce semanas de edad sus padres les enseñan a cazar. Las familias permanecen juntas a lo largo del verano, pero los jóvenes parten a buscar sus propios territorios hacia el otoño. Suelen trasladarse a unos dieciséis kilómetros de distancia. Los jóvenes maduran sexualmente al año de edad en raras ocasiones no siempre‚ los coyotes machos‚ después del nacimiento de los cachorros de coyote se vuelven territoriales o agresivos a personas y otros seres en sus territorios‚ esto podría recaltar el comportamiento territorial de los coyotes

### Comportamientos territoriales y de refugio
Los territorios de alimentación individuales varían en tamaño de 0,4 a 62 km² (de 0,15 a 24 millas cuadradas), y la concentración general de coyotes en un área determinada depende de la abundancia de alimento, los lugares adecuados para la madriguera y la competencia con congéneres y otros depredadores. El coyote generalmente no defiende su territorio fuera de la época de madriguera, y es mucho menos agresivo con los intrusos que el lobo, normalmente persiguiéndolos y peleándose con ellos, pero raramente matándolos[88] Los conflictos entre coyotes pueden surgir en épocas de escasez de comida. Los coyotes marcan sus territorios orinando con las patas levantadas y arañando el suelo..
Al igual que los lobos, los coyotes utilizan una madriguera, normalmente los agujeros abandonados de otras especies, para gestar y criar a sus hijos, aunque ocasionalmente pueden dar a luz bajo artemisas en campo abierto. Las madrigueras de los coyotes pueden estar situadas en cañones, desagües, colinas, riberas, acantilados rocosos o terrenos llanos. Algunas madrigueras se han encontrado bajo cabañas abandonadas, graneros, tuberías de desagüe, vías de ferrocarril, troncos huecos, matorrales y cardos. La hembra excava y limpia continuamente la madriguera hasta que nacen las crías. Si la madriguera se ve alterada o infestada de pulgas, los cachorros son trasladados a otra madriguera. Una madriguera de coyote puede tener varias entradas y pasajes que se ramifican desde la cámara principal. Una sola madriguera puede ser utilizada año tras año.

### Comunicación
Es mucho más común oír un coyote que verlo. Las llamadas que los coyotes hacen son agudas; se las describe como aullidos, chillidos, gañidos, resoplidos, gemidos y ladridos. Estas llamadas pueden ser una nota larga que sube y que cae (un aullido) o una serie de notas cortas (un «chillido»). Estas llamadas se oyen por lo general al crepúsculo o por la noche, y con menos frecuencia durante el día.
Aunque las llamadas se realizan todo el año, son más comunes durante la estación de acoplamiento de la primavera y durante el otoño, cuando los cachorros salen de sus familias para establecer territorios nuevos. El aullido es engañoso; debido a las características del sonido a la distancia, puede parecer que el coyote está en un lugar, cuando realmente se encuentra en otra parte.

### Comportamientos de caza y alimentación
Aunque el consenso popular es que el olfato es muy importante para la caza, dos estudios que investigaron experimentalmente el papel de las señales olfativas, auditivas y visuales descubrieron que las señales visuales son las más importantes para la caza en zorros rojos y los coyotes.

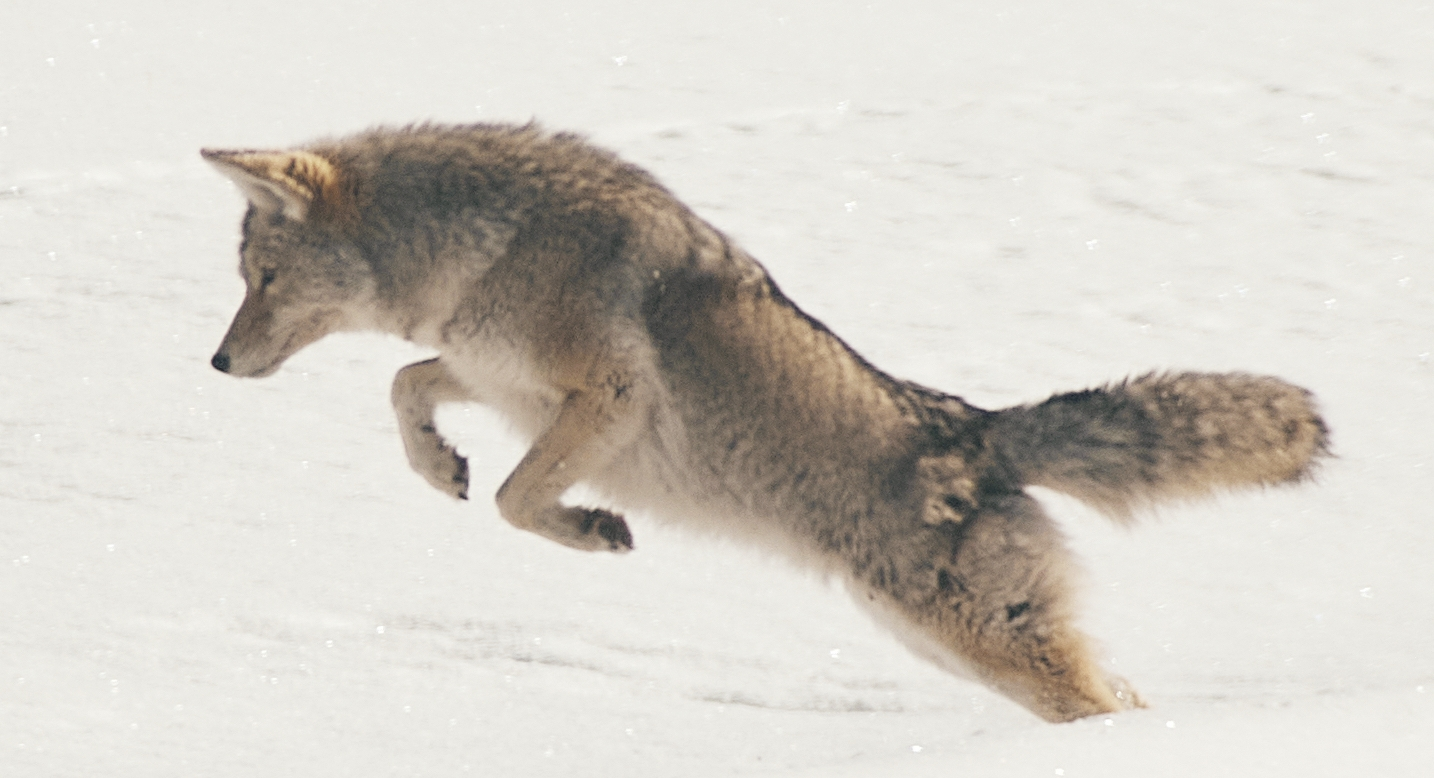
Un coyote abalanzándose sobre una presa.

Cuando caza presas grandes, el coyote suele trabajar en parejas o en grupos pequeños. El éxito en la matanza de ungulados grandes depende de factores como la profundidad de la nieve y la densidad de la corteza. Los animales más jóvenes suelen evitar participar en este tipo de cacerías, siendo la pareja reproductora la que suele realizar la mayor parte del trabajo. El coyote persigue a presas grandes, normalmente ahorcando al animal, y posteriormente lo acosa hasta que la presa cae. Como otros cánidos, el coyote puede capturar alimento en exceso. Los coyotes capturan roedores del tamaño de ratones abalanzándose sobre ellos, mientras que las ardillas terrestres son perseguidas. Aunque los coyotes pueden vivir en grandes grupos, las presas pequeñas suelen capturarse individualmente.
Se ha observado que los coyotes matan puercoespines en parejas, utilizando sus patas para voltear a los roedores sobre sus espaldas, y luego atacando la suave parte inferior del vientre. Sólo los coyotes viejos y experimentados pueden depredar con éxito a los puercoespines, y muchos intentos de depredación por parte de coyotes jóvenes acaban con ellos heridos por las púas de sus presas. Los coyotes a veces orinan sobre su comida, posiblemente para reclamar la propiedad sobre ella. Evidencias recientes demuestran que al menos algunos coyotes se han vuelto más nocturnos a la hora de cazar, presumiblemente para evitar a los humanos.
Los coyotes pueden formar ocasionalmente relaciones de caza mutualista con tejones americanos, ayudándose mutuamente a desenterrar presas roedoras. La relación entre ambas especies puede rozar ocasionalmente la aparente "amistad", ya que se ha observado a algunos coyotes recostar la cabeza sobre sus compañeros tejones o lamerles la cara sin protestar. Las interacciones amistosas entre coyotes y tejones eran conocidas por las civilizaciones precolombinas, como muestra una vasija encontrada en México datada hacia el año 1250 y 1300 que representa la relación entre ambos.
Los jaguares y pumas depredan a los coyotes e incluso se piensa que frenaron su expansión hacia Sudamérica. Sin embargo, el declive por la caza y perdida de hábitat afectó a estos depredadores y posibilitó la entrada de los coyotes al subcontinente. Gracias a la desaparición de sus competidores se pudo establecer que los coyotes avanzan desde el sur de Costa Rica, siguiendo por la costa Pacífica de Panamá hasta llegar al Darién y podrían llegar a la selva del Chocó en Colombia. Luego, la ruta más probable sería a lo largo de la cordillera de los Andes, así como la región Caribe, pasando por la Sierra Nevada de Santa Marta y continuando hacia la costa venezolana. Por lo tanto, la acción negativa de los humanos sobre el medioambiente propicia la expansión de los coyotes a lo largo de América.
Los restos de comida, los alimentos para mascotas y las heces de animales pueden atraer a un coyote a un cubo de basura siendo común su presencia en algunas comunidades humanas.

#### El Impacto Económico por depredación de animales domésticos[31]
El tamaño de las áreas protegidas a menudo resulta insuficiente para mantener poblaciones viables de depredadores, lo que provoca la superposición de hábitats con las actividades humanas. Los conflictos resultantes, como la depredación de animales domésticos, afectan negativamente tanto a la vida silvestre como al bienestar humano. Una investigación realizada entre octubre de 2017 y abril de 2018, y publicada en 2022 en la revista científica UNED Journal Research, tuvo como objetivo estimar el impacto económico de los conflictos entre humanos y vida silvestre en la Reserva Biológica Alberto Brenes, en Alajuela, Costa Rica. Los resultados mostraron que el coyote fue responsable de la mayor cantidad de muertes de animales (1,074 en total), con una afectación económica de aproximadamente 4,000 USD. Sin embargo, aunque los felinos y las serpientes mataron menos animales (261 y 28, respectivamente), el daño económico causado por estos fue significativamente mayor (21,000 USD y 18,000 USD, respectivamente). Esto permitió concluir que, aunque el coyote mató más animales, su impacto económico fue considerablemente inferior al causado por felinos y serpientes.

## Subespecies
Se conocen las 19 subespecies enlistadas:
- Canis latrans latrans
- Canis latrans cagottis
- Canis latrans clepticus
- Canis latrans dickeye
- Canis latrans frustror
- Canis latrans goldmani
- Canis latrans hondurensis
- Canis latrans impavidus
- Canis latrans incolatus
- Canis latrans jamesi
- Canis latrans lestes
- Canis latrans mearnsi
- Canis latrans microdon
- Canis latrans ochropus
- Canis latrans peninsulae
- Canis latrans texensis
- Canis latrans thamnos
- Canis latrans umpquensis
- Canis latrans vigilis